# Salinas de Imón
Las salinas de Imón eran las mayores salinas de la zona y durante mucho tiempo las de mayor producción en la península ibérica. A día de hoy se encuentran abandonadas. Se encuentran en la localidad homónima de Imón, perteneciente al término municipal de Sigüenza.

## Historia
Aunque se cree que los romanos en el s. I d. C. ya extraían sal de la zona, las salinas se construyen en el siglo X. Los monarcas les sacaban provecho concediendo a nobles y personal eclesiástico alguno de sus beneficios. Fue Alfonso VI el que finalmente concedió al obispado de Sigüenza su explotación. Carlos III amplió las infraestructuras de las salinas de Imón con la construcción de grandes almacenes, artesas y canales que aún se mantienen en pie.
Durante su historia, fue una de las salinas más importantes junto con las de Bujalcayao, Carabias, La Olmeda y Gormellón, hasta la puesta en marcha de las salinas de Torrevieja. 
La producción de sal en Imón cesó entre los años 1999 al 2012. Hasta entonces funcionaron tres de las cinco norias existentes (Mayor, Rincón y Marajos) que abastecían a las piscinas y recocederos, a excepción del recocedero de Torres, abandonado en los años 1940
En 2015 volvieron a la producción con la construcción de tres nuevos estanques de enormes dimensiones.

## Descripción
Las salinas actuales constan de un conjunto de almacenes, situados en la zona central y apoyados a ambos lados de la carretera de Sigüenza a Atienza (CM-110), y una serie de piscinas, estanques recocederos y norias que se apoyan en una serie de canales y regueras que sirven de desagües para el agua sobrante y desde el verano del 2014, 5 nuevas piscinas de varias hectáreas de superficie han llevado a las Salinas de Imón a ser unas de las salinas de interior más grandes de España, convirtiendo el paisaje en una especie de mar Muerto de Castilla.
El conjunto de edificaciones datan del siglo XVIII y han sido reformadas y adaptadas en los siglo XIX y XX. De las antiguas salinas, anteriores al resto de edificaciones, se conservan un antiguo puente sobre una reguera madre que sirve a la carretera y la cerca albardillada de la antigua parcela de las salinas.

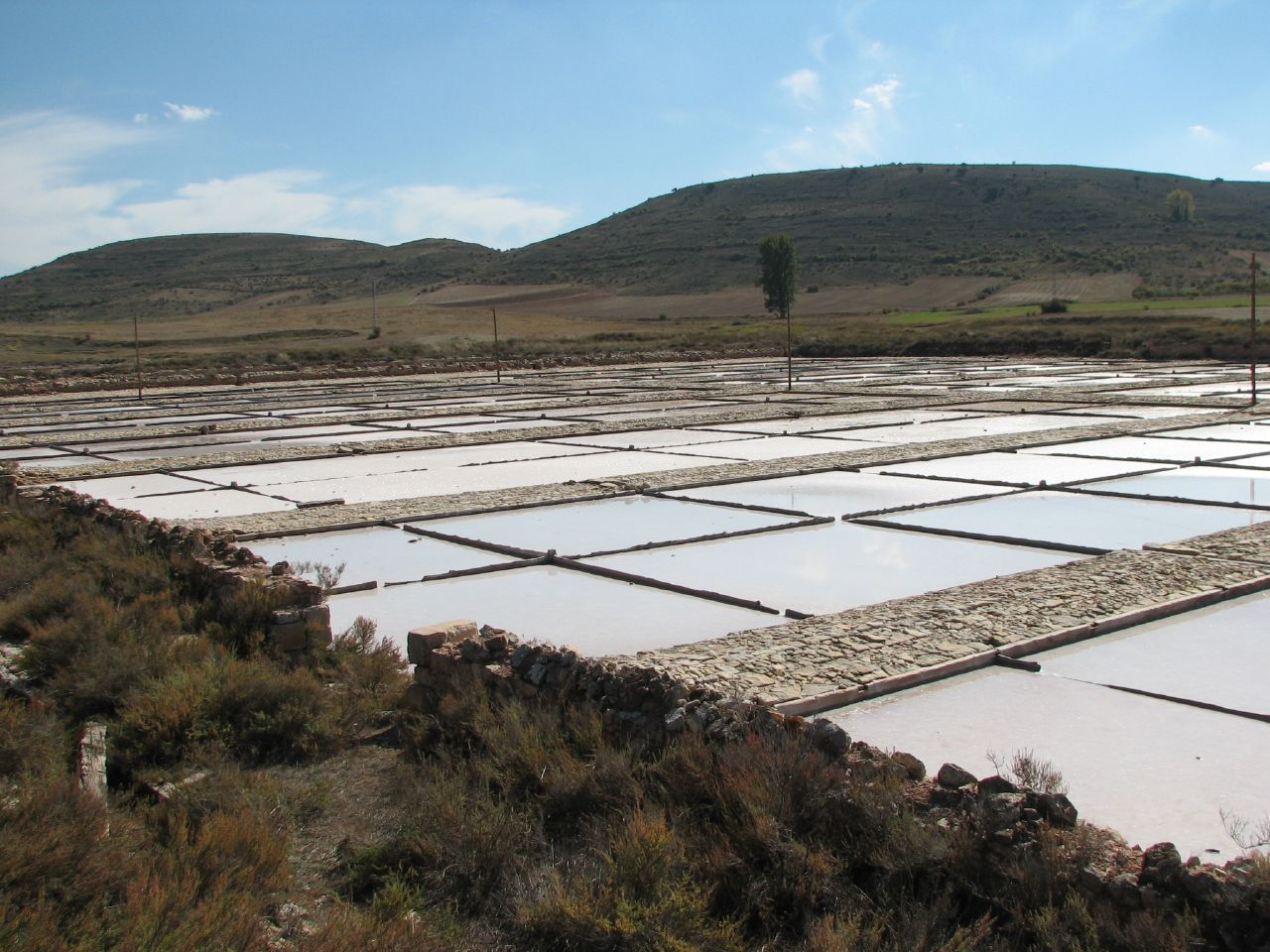
Vista de algunas piscinas y recocederos

El conjunto de las piscinas está realizado en sillería y mampostería, tanto en los muros laterales como en su fondo. Disponen además de caminos empedrados con canto rodado que dan acceso a todas ellas y además establecen un espacio relativamente ancho donde acumular la sal que se sacaba de ellas. Las divisiones entre piscinas se realiza a través de tablazón que permite un fácil limpiado y posibilita la extracción de sal.
Se conservan algunos canales de madera para el abastecimiento de los recocederos, aunque la mayoría fueron sustituidas por tuberías de fibrocemento. Entre cada piscina existen comunicaciones por medio de pequeñas acequias que cruzan los caminos empedrados, lo que facilitaba el desecado o llenado parcial de cada piscina.
Dentro de la edificación, las norias presentan una planta octogonal con una estructura de madera que se enlaza en el vértice de la cubierta, lo que permite un espacio completamente diáfano. Sólo una noria conserva el cazo de barro, el sistema de engranajes de madera y el piso tratado para que diera vueltas el animal.
Los almacenes que quedan en pie son los más antiguos, el de San Antonio y el de San José, y sus grandes dimensiones garantizaban una capacidad suficiente para las salinas. Presentan una base estructural a base de pórticos soportados por pies de madera y una entreplanta a base de suelo y viguería de madera que permite el acceso de vehículos para depositar la sal dentro del almacén. 
El almacén de San Antonio, de planta rectangular (50 x 25 metros), conserva un pórtico de entrada íntegro, a base de grandes columnas ochavadas de piedra, y su rampa de acceso trasera a la entreplanta. Tiene adosada una chimenea de la pequeña central eléctrica que daba servicio a las salinas.
El almacén de San José, de planta casi cuadrada (40 x 35 metros), presenta dos edificaciones adosadas en su fachada principal y que conforma el acceso principal, realizadas a principios del siglo XX. En su acceso trasero conserva la torre con parte de la maquinaria que ayudaba a subir las vagonetas por la rampa.
Otra edificación que pervive es la casa del guarda, situada en la parte sur de la piscina de la Tiñosa.
Los materiales utilizados en todos los edificios son la sillería y la mampostería en los muros y la madera en las estructuras interiores y en las cubiertas. Los tejados son de teja de cerámica.

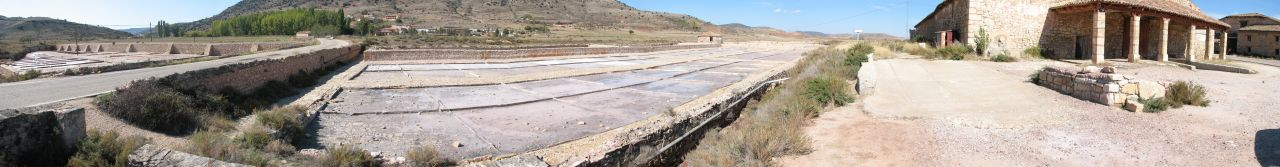
Piscinas y almacén de San Antonio

## Funcionamiento
El funcionamiento de las salinas es intenso desde el mes de mayo hasta octubre, en la que se define la campaña salinera. No obstante, y dependiendo de la climatología, en el resto de meses y con menor intensidad también se hace sal.
El agua salada es extraída en el subsuelo por medio de pozos de unos cuatro o cinco metros de profundidad y que disponen de una noria octogonal que suministra de agua los estanques recocederos donde se calienta. De allí se suministra al conjunto de piscinas donde se deposita la sal.